# Parco nazionale di Khaptad
Il parco nazionale di Khaptad è un'area naturale protetta del Nepal istituita nel 1984 che si trova nella Regione dell'Estremo Occidente. Il parco ha una superficie di 225 km² ed è circondato da un'area cuscinetto costituita nel 2006 di 216 km².

## Territorio
Il parco si trova in un'area di media montagna nella zona di Seti, al punto di incrocio dei distretti di Bajhang, Bajura, Doti e Achham. Il territorio comprende un ecosistema unico costituito da un altopiano in cui alle praterie si alternano boschi di querce e conifere. Nella parte nord-orientale del parco, è ubicato il lago Khaptad Daha. L'altitudine del territorio protetto varia fra 1.400 e 3.300 m., mentre la zona cuscinetto si trova fra 900 e 2.700 m.
I centri più vicini sono Silgadhi (circa 50 km a sud-ovest), Martadi (circa 30 km a nord-est) e Chainpur (circa 30 km a nord).

## Fauna
Nel parco sono state censite 266 specie di volatili, tra residenziali e migratori.

## Punti di interesse
All'interno del parco si trovano diversi luoghi di importanza religiosa e templi.